# Marja Heerkens
M.P. (Marja) Heerkens (Goirle, 29 oktober 1958) is een Nederland politicus van de PvdA.
Ze begon in 1985 als fractiemedewerkster van de PvdA in Breda en was van 1986 tot 2002 gemeenteraadslid in Breda, waarvan ruim 7 jaar fractievoorzitter van de PvdA-fractie. In 1999 werd Marja wethouder en in de periode 2006-2010 kwam daar het loco-burgemeesterschap bij.
Op 27 september 2011 werd Heerkens geïnstalleerd als burgemeester van Gilze en Rijen. Al op 8 januari 2012 maakte Heerkens bekend haar ambt om redenen van persoonlijke en medische aard neer te moeten leggen. Ruim een week later werd André Osterloh benoemd tot waarnemend burgemeester van Gilze en Rijen.